# ملكات حاكمات
ملكات حاكمات (بالإنجليزية: Queen regnant)‏ هو منصب ملكي ويستخدم بمعنى ملك أنثى . ومن أهم الملكات الإناث يمكن أن نذكر بوران دخت وأزارميدوتشت في إيران القديمة ، كليوباترا آخر فراعنة مصر القديمة ، إليزابيث الأولى ملكة إنجلترا والملكة فيكتوريا وإليزابيث الثانية ملكة بريطانيا العظمى، كاثرين العظيمة، قيصرية روسيا، ماريا تيريزا إمبراطورة النمسا، الإمبراطورة الرومانية المقدسة وو شتيان، الإمبراطورة الوحيدة التي أطلق عليها اسم الصين والملكة سيونديوك من شيلا، ملكة كوريا.